# Ammotrypane gymnopyge
Ammotrypane gymnopyge är en ringmaskart som beskrevs av Ehlers 1908. Ammotrypane gymnopyge ingår i släktet Ammotrypane och familjen Opheliidae. Inga underarter finns listade i Catalogue of Life.